# Katarina Brodin
Katarina Brodin, född Barck, 8 september 1934 i Örebro, död 24 maj 2022 i Danderyds distrikt i Stockholms län, var en svensk statsvetare och diplomat.

## Biografi
Katarina Brodin avlade civilekonomexamen vid Helsingfors handelshögskola 1955 och studerade internationell politik vid American University i Washington D.C. 1955–1956 med stöd av ett Fulbright-stipendium. Hon studerade som British Council-stipendiat[källa behövs] vid London School of Economics 1958–1959 och avlade politices magister-examen vid Helsingfors universitet 1959. År 1971 avlade hon filosofie licentiat-examen vid Stockholms universitet och 1977 filosofie doktorsexamen där.
Brodin tjänstgjorde som redaktör och forskare vid Utrikespolitiska institutet 1961–1974 och som forskare vid Försvarets forskningsanstalt 1974–1976. Åren 1976–1984 var hon sakkunnig vid Försvarsdepartementet och 1984–1991 departementsråd vid Politiska avdelningen på Utrikesdepartementet. Hon var minister vid ambassaden i Helsingfors 1991–1995 och ambassadör i Tallinn 1995–1998.
Katarina Brodin var ledamot av NORDSAM 1978–1980, expert i 1978 års försvarskommission 1978–1979, expert i 1988 års försvarskommission 1989–1990 samt ledamot av Skandinaviska Enskilda Bankens råd för samhällsekonomiska frågor 1980–1992. Hon invaldes 1979 som ledamot av Kungliga Krigsvetenskapsakademien och var därmed den första kvinnan som invaldes i akademien.
Katarina Brodin var dotter till professor Per Olov Barck och filosofie magister Kajsa Krook. Hon gifte sig första gången 1961 med kapten Ulf Brodin och andra gången 1982 med överste av första graden Per Ahlin. Katarina Brodin är begravd på Danderyds kyrkogård.